# Platynus rossi
Platynus rossi är en skalbaggsart som beskrevs av Vandyke. Platynus rossi ingår i släktet Platynus och familjen jordlöpare. Inga underarter finns listade i Catalogue of Life.